# Dalane
Dalane è un distretto norvegese che si trova nella contea di Rogaland, nella regione del Vestlandet.

## Geografia
Il Dalane si estende a sud-est della pianeggiante regione dello Jæren e a sud del montuoso Ryfylke.
Il paesaggio è prevalentemente collinare e aspro, spesso senza alberi e dominato da estese banchi rocciosi. Sono presenti numerosi corsi d'acqua e laghi. Il suolo è per la maggior parte poco fertile per via del sottile strato di terreno coltivabile, comparato con il più ricco Jæren.
La costa è frastagliata ed aperta sul mare del Nord, priva della protezione di isole. L'altitudine si innalza a partire dalla costa fino ai rilievi alti fino a 900 m dell'interno. Questi ultimi ospitano pascoli per le greggi di pecore. Dal punto di vista paesaggistico il comune di Hå presenta le caratteristiche del Dalane, sebbene faccia parte del distretto di Jæren.
La popolazione è concentrata nella città di Egersund nei villaggi di Moi (nel comune di Lund), Hauge (in quello di Sokndal) e Vikeså (in quello di Bjerkreim). Questi contano il 70% dell'intera popolazione del Dalane. Piccoli villaggi si trovano anche lungo la costa.
A Egersund sorge il museo delle tradizioni popolari del Dalane (Dalane folkemuseum), che comprende una collezione di Faience.

### Comuni del Dalane
Il distretto di Dalane comprende quattro comuni:
| Cod. SSB | Local.            | Stemma | Nome      | Capoluogo | Pop.   | Area (km²) | D. Pop. (ab./km²) |
| -------- | ----------------- | ------ | --------- | --------- | ------ | ---------- | ----------------- |
| 1101     | Eigersund kommune |        | Eigersund | Egersund  | 14 899 | 432        | 34,5              |
| 1111     | Sokndal kommune   |        | Sokndal   | Hauge     | 3 316  | 295        | 11,2              |
| 1112     | Lund kommune      |        | Lund      | Moi       | 3 259  | 408        | 8,0               |
| 1114     | Bjerkreim kommune |        | Bjerkreim | Vikeså    | 2 826  | 651        | 4,3               |